# الأربعاء آيت بو الطيب (آيت بو الطيب)
الأربعاء آيت بو الطيب هو دُوَّار يقع بجماعة إنشادن، إقليم شتوكة آيت باها، جهة سوس ماسة في المملكة المغربية. ينتمي الدوّار لمشيخة آيت بو الطيب التي تضم 6 دواوير. يقدر عدد سكانه بـ 772 نسمة حسب الإحصاء الرسمي للسكان والسكنى لسنة 2004.

## روابط خارجية
- البوابة الوطنية للجماعات الترابية
- المندوبية السامية للتخطيط